# Білокур Мотрона Титівна
Мотро́на Ти́тівна Білоку́р (1908, Леміщиха, — 1995, Леміщиха) — ланкова колгоспу села Леміщиха, Жашківського району, Герой Соціалістичної Праці.

## Біографія
Мотрона Білокур народилася в 1908 році в селі Леміщиха, Жашківської волості, Таращанського повіту, Київської губернії у родині селян.
У 1929 році разом із чоловіком одними з перших в селі М. Т. Білокур вступила до колгоспу. Працювала в рільничій бригаді, на свинофермі. Чоловік — Яким Білокур, загинув у роки Другої світової війни.
В голодному 1947 році ланка Мотрони Білокур зібрала в середньому по 32,5 центнерів пшениці з гектара.
06 травня 1948 року Мотрона Титівна Білокур була удостоєна звання Герой Соціалістичної Праці.
Померла М. Т. Білокур в 1995 році в селі Леміщиха.

## Нагороди та відзнаки
- Герой Соціалістичної Праці (06.05.1948);
- Орден Леніна (06.05.1948).